# Biserica fortificată din Drăușeni
Biserica evanghelică fortificată din Drăușeni, comuna Cața, județul Brașov, a fost construită în secolul XIII pe baza unei vechi bazilici romanice datată din secolul al XII-lea. Ansamblul bisericii evanghelice fortificate format din biserică, incinta fortificată, cu drum de apărare, patru turnuri, un bastion, turn de poartă este monument istoric, cod LMI BV-II-a-A-11672:
- Ansamblul bisericii evanghelice fortificate, sec. XIII-XVII, cod LMI BV-II-a-A-11672
  - Biserica evanghelică fortificată, sec. XIII - XVI, cod LMI BV-II-m-A-11672.01
  - Incintă fortificată, cu cinci turnuri și acces fortificat, sec. XV - XVII, cod LMI BV-II-m-A-11672.02

## Localitatea
Drăușeni, mai demult Draușeni, Draos, Draoș, Dras, Drasu (în dialectul săsesc Dras, Drâts, Drauz, în germană Draas, Drausz, Draes, Dräss, în maghiară Homoróddaróc, Daróc) este un sat în partea de nord-est a județului Brașov, în Depresiunea Homoroadelor. Aparține de comuna Cața. Satul este atestat documentar în anul 1224 într-o diplomă eliberată de către regele Andrei al II-lea al Ungariei, diplomă care reglementa obligațiile și drepturile sașilor de aici. Tot în acest document se specifică faptul că Drăușeni este cel mai estic punct atins de către coloniștii germani pe Pământul crăiesc. Așezarea a aparținut de Scaunul Rupea.

## Biserica

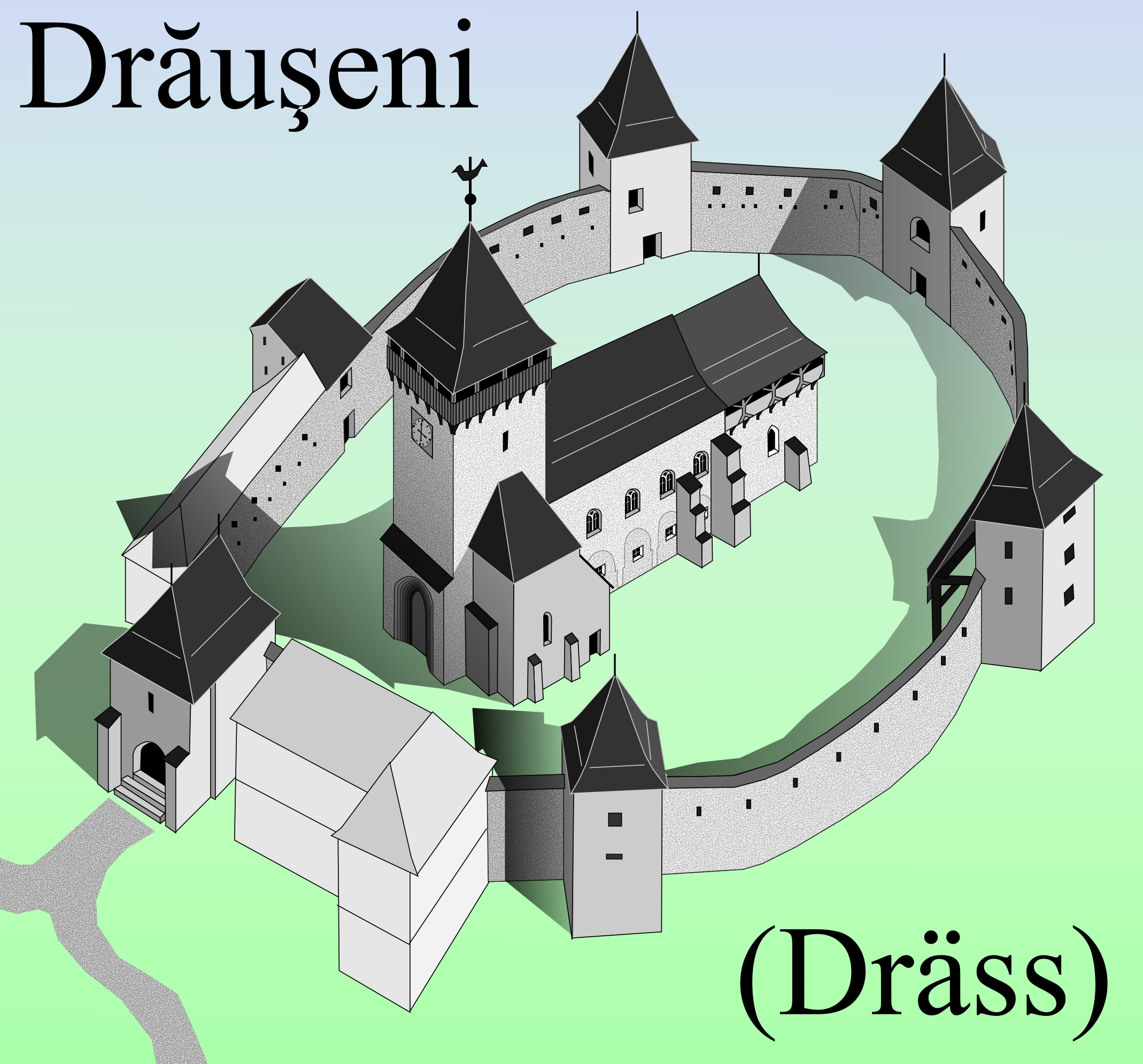
Macheta ansamblului fortificației și a bisericii

Biserica fortificată din Drăușeni a fost ridicată în stil romanic pe un plan bazilical, în secolul al XIII-lea. Ea a avut inițial un turn masiv în partea de vest care prezenta elemente romanice și gotice timpurii, un valoros portal vestic cu pilaștri și mici coloane și trei nave. Navele laterale și tribunele au fost demolate în secolul al XV-lea. Tot atunci s-a demolat și absida estică și corul a fost înălțat creându-se astfel un etaj de apărare.
În partea superioară a navei principale sunt afișate opt ferestre duble precum și una cu boltă în semicerc. Naosul prezintă pe părțile laterale bolți încrucișate. Se remarcă nava, tribuna cu ornamente populare săsești, cele patru perechi de ferestre ce au arcuri geminate sprijinite pe coloane, stranele datate în secolul al XVII-lea și al XVIII-lea precum și mobilierul pictat din cor. Pe pereții laterali ai navei principale se poate observa o pictură murală datată în secolul al XIV-lea care conține scene din legenda Sfintei Ecaterina din Alexandria.
Stilul arhitectural al bisericii îmbină cu succes elemente gotice cu cele romanice. Biserica este cel mai estic edificiu religios al sașilor în Transilvania. În ziua de astăzi biserica se regăsește înconjurată de o grădină sălbatică cu arbuști și flori de câmp.

### Restaurări actuale

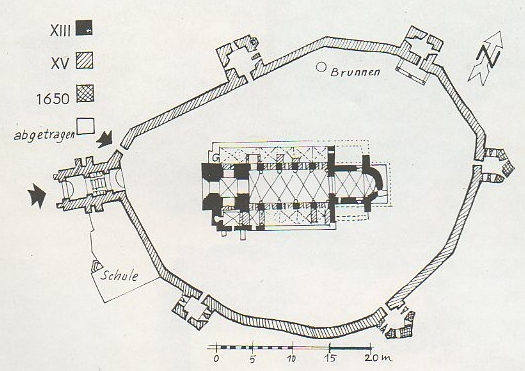
Planul fortificației din Drauseni

În a șaptea decadă a secolului al XX-lea au început să se facă planuri pentru restaurarea biserici și se încep săpături în cadrul ansamblului fortificat de la Drăușeni. Toată mobila este scoasă și mutată la biserica fortificată din Șura Mare de lângă Sibiu. În momentul în care este eliberată și se puteau începe efectiv lucrările de restaurare, Nicolae Ceaușescu desființează Direcția Monumentelor Istorice ca urmare a cutremurului din 1977. Lucrările au fost sistate până în anul 1989, când, ca urmare a unor săpături arheologice s-a identificat vechea fortificație construită în secolul al XV-lea și se restabilește cronologia mormintelor din incintă. Se descoperă de asemenea și un șant de apărare în partea sud estică. Lucrările care s-au făcut au fost neprofesioniste și au dus la prăbușirea unui turn care a fost reconstruit împreună cu o parte din zid. După restaurarea picturii murale de pe peretele de sud al navei, dispare finanțarea, fapt care duce la o nouă amânare până în anul 2006. În acest an se inițiază un program de restaurare cu finanțare europeană care duce la câștigarea licitației de către o firmă obscura ce a oferit o sumă extrem de mică pentru executarea lucrărilor. Lucrările nu s-au finalizat nici astăzi, biserica și fortificația rămânând în continuare într-o stare avansata de degradare.

## Fortificația
Incinta fortificației prezintă un zid de apărare construit și extins în secolul al XV-lea și al XVII-lea. Zidul are formă octogonală și are cinci turnuri de apărare și un turn poartă de intrare ce avea 2 poduri ridicătoare. Pe ziduri se mai pot vedea urmele drumului de strajă care a fost construit din lemn și sprijinit în console. O caracteristică a modului de construcție a zidului este prezența la temelie a unor blocuri enorme de piatră, special aduse, pentru ca inamicului sa-i fie imposibilă practicarea unui șant pe sub fortificație.

## Galerie imagini

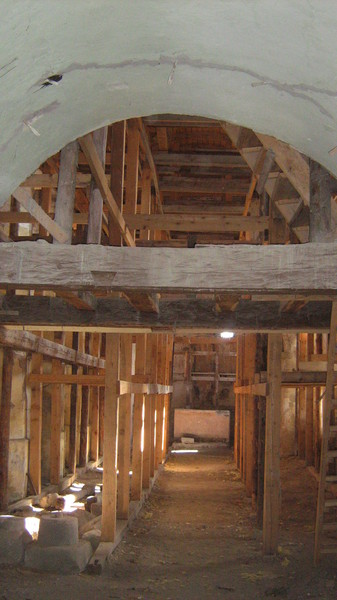
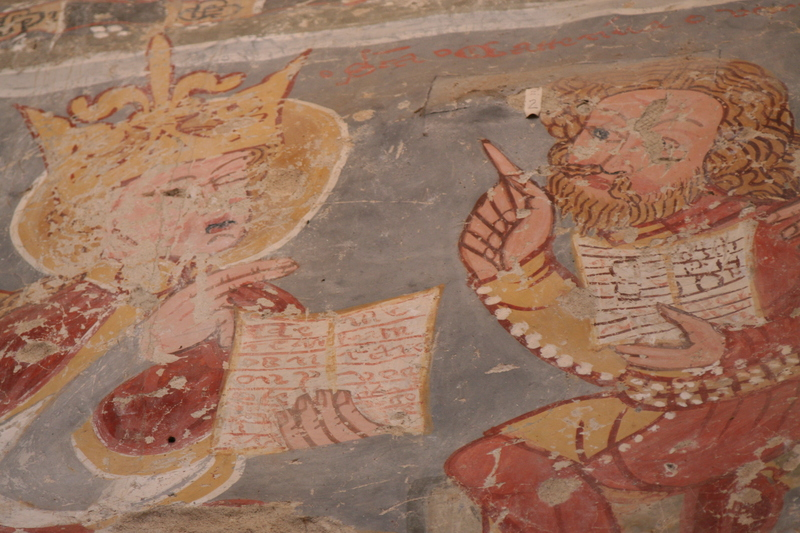
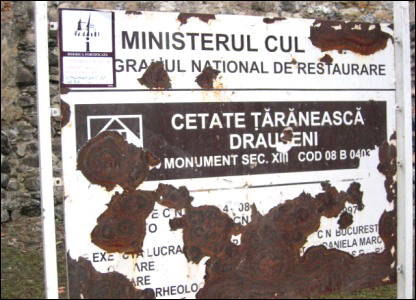
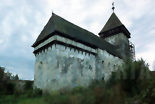